# Министерство на магията
Министерството на магията (на английски: Ministry of Magic) е правителството на магьосническата общност на Великобритания в Магьосническия свят на Дж. К. Роулинг, ръководено от длъжностно лице, наречено министър на магията. Правителството на магьосниците се споменава за първи път в Хари Потър и Философският камък (1997), като се появява за първи път в Хари Потър и Орденът на феникса (2003). В книгите министерството редовно е описвано като корумпирано, елитарно и напълно некомпетентно, с неговите високопоставени служители, които са слепи за зловещи събития и не желаят да предприемат действия срещу заплахите за обществото на магьосниците. Долорес Ъмбридж е настанена в „Хогуортс“, за да проследи какво се случва в училището и да предотврати новината, че Лорд Волдемор се е въздигнал. Достига зенита на корупция, преди да бъде ефективно превзето от Волдемор. В края на последната книга, Хари Потър и Даровете на Смъртта (2007), след смъртта на Волдемор, Кингзли Шакълболт поема службата, променяйки министерството към по-добро.

## Състав и статус

### Връзка със света на мъгълите
Всеки нов министър-председател на мъгълите е посетен от министъра на магията, който го информира за съществуването на света на магьосниците. Министърът обяснява, че ще се свържат с министър-председателя само при обстоятелства, при които събитията в света на магьосниците могат да засегнат мъгълите. Например, министърът трябва да информира министър-председателя, ако опасни магически артефакти или животни бъдат внесени във Великобритания.
Министерството поддържа връзка с британския министър-председател чрез портрет на магьосник в кабинета на министър-председателя на Даунинг стрийт 10. Портретът, който не може да бъде премахнат от стената (поради постоянна залепваща магия), уведомява министър-председателя за пристигането на министъра на магията и след като е уведомен, министърът на магията се появява в кабинета през камината, която специално е свързан към мрежата на камините. Министрите на магията, които се появяват в поредицата за Хари Потър, като Корнелиус Фъдж и Руфъс Скримджър, са склонни да се държат по покровителствен начин към мъгълския министър-председател.
Правителството на министерството наследява по-ранния „Съвет на магьосниците“, най-ранната известна форма на управление за магьосническия свят на Хари Потър. Според Pottermore, той е официално създаден през 1707 г.

### Правителствена структура
В книгите за Хари Потър служителите на министерството изглеждат до голяма степен като неизборен орган. Самият пост министър обаче е посочен като изборен. Никога не се обяснява кой има властта да избира или освобождава министри. Въпреки това, както министърът, така и министерството като цяло се разглеждат в поредицата за Хари Потър като силно чувствителни към (и разчитащи на) общественото мнение на магьосниците, което се опитват да повлияят чрез магьоснически вестници. В книгите работа в Министерството може да получи всеки веднага след завършване на магьосническо образование, въпреки че различните офиси изискват различни нива на образование и понякога специфични резултати от изпити с допълнително обучение, необходимо в самия отдел.
Освен това правителството създава впечатление (в различни моменти) или за некомпетентност, или за злонамереност. Често изглежда ужасно некомпетентно, до такава степен, че не е в състояние да открие или предотврати нападение срещу Отдела по мистерии, очевидно неговият най-строго охраняван отдел. Поради слабата сигурност група ученици от „Хогуортс“, както и Волдемор, дузина смъртожадни и Орденът на феникса, всички издирвани от правителството, успяват да влязат в отдела и без да провокират у някого каквато и да е реакция. Тези събития обаче се случват по време на управлението на Корнелиус Фъдж, министър, който е известен в книгите като некомпетентен. Оставката на Фъдж в следващата книга е пряк резултат от тези събития.

### Съдебна система и корупция
В книгите и филмите магьосническите съдилища понякога показват подчертана липса на интерес към доказателства за или срещу заподозрян, дори разчитайки на лични предразсъдъци, за да се реши изходът възможно най-бързо. Дори не всички обвиняеми са съдени, както в случая със Сириус Блек. В Орденът на феникса Министерството е показано, че е напълно готово да постановява и прилага драконовски закони без предизвестие. Понякога Министерството също може да изглежда незаинтересовано от решаването на сериозни проблеми, като вместо това избира да игнорира или прикрива лошите новини. В Хари Потър и Стаята на тайните, много време му отнема на Фъдж, за да отговори на атаките срещу учениците от „Хогуортс“; и дори тогава е сигурен, че Хагрид причинява проблемите, а не някой друг. В четвъртата и петата част Фъдж отказва да повярва, че Лорд Волдемор се е завърнал, въпреки нарастващите доказателства. Министерството дори организира кампания за накърняване на доверието в Хари Потър, усилие, подхранвано отчасти от страха на Фъдж, че Албус Дъмбълдор иска насилствено да го отстрани от поста. В крайна сметка Министерството е принудено да признае извънредната ситуация и да предприеме действия по нея. Впоследствие Фъдж е отстранен от длъжност поради некомпетентност и заменен от Руфъс Скримджър.

## Структура на министерство на магията

### Отдел за прилагане на магьосническия закон
Отделът прилагане на магьосническия закон е комбинация от полицейска и правосъдна институция. Намира се на втория етаж на Министерството на магията. Бартемиус Крауч старши е ръководил отдела, преди първата книга. В началото на поредицата се оглавява от Амелия Боунс, която е заменена от Пий Тикнес, след като Волдемор я убива. Тикнес е заменен от Корбан Яксли, след като Волдемор назначава Тикнес за марионетен министър за своя режим. Със събитията в Прокълнатото дете, Хари Потър става ръководител на отдела.
Според Роулинг това е отделът, към който се присъединява Хърмаяни Грейнджър след събитията от седмата книга, прехвърляйки се от Отдела за регулиране и контрол на магическите създания, където тя започва кариерата си след „Хогуортс“.

#### Офис на аврорите
Министерството наема аврори, които да преследват и залавят тъмните магьосници. Според Минерва Макгонагъл офисът на аврорите приема новобранци с минимум 5 Т.Р.И.Т.О.Н (с оценки не по-ниски от „Надминава очакванията“). Тя предполага, че отвари, защита срещу черните изкуства, трансфигурация, вълшебство и билкология са най-подходящите предмети за някой, който се стреми да получи достъп до програмата за обучение. Потенциалният новобранец също трябва да премине „серия от тестове за характер и способности“. Нимфадора Тонкс споменава, че курсовете по програмата трудно се преминават с високи оценки.
Аврорите в поредицата за Хари Потър включват Аластор Муди, Нимфадора Тонкс, Кингзли Шакълболт, Джон Долиш, Франк и Алис Лонгботъм, Руфъс Скримджър, Гуейн Робъртс, Хефест Гор, Праудфут, Савидж и Уилямсън. Самият Хари по-късно се присъединява към отдела и, според интервю от Роулинг през 2007 г., в крайна сметка е повишен в ръководител на отдела.

#### Служба „Злоупотреба с магии“
Служба „Злоупотреба с магии“ е отговорна за разследването на престъпления съгласно Указа за разумно ограничаване на магьосничеството от непълнолетни и Статута за тайна на Международната конфедерация на магьосниците. Те регулират използването на магия от непълнолетни магьосници или вещици и забраняват на магьосниците и вещиците да извършват магия в присъствието на мъгъли или в обитаван от мъгъл район във вселената на Хари Потър. Омагьосване, наречено „следата“, се поставя върху деца и помага на отдела да разкрива престъпления; прекъсва се, когато детето навърши 17-годишна възраст. Дъмбълдор обаче обяснява на Хари, че Министерството не може да каже кой точно прави магия в дадена област, а само е в присъствие и на непълнолетен магьосник. Това може да се разглежда като несправедливо към младите вещици и магьосници, израснали в мъгълския свят, тъй като е по-вероятно те да бъдат хванати да използват магия, отколкото тези, които растат в света на магьосниците. Живеещите в света на мъгълите обикновено нямат контакт с други вещици или магьосници извън училище и Министерството просто предполага, че всяка магия, извършена там, където са те, е акт на непълнолетно магьосничество, като в същото време предполага, че всяка магия, извършена в дома на магьосника, в който присъстват непълнолетни, се изпълнява от лица на 17 г. и повече години. Това означава, че непълнолетните, живеещи в света на магьосниците, имат много по-голям шанс да избягат от наказание за използването на магия за непълнолетни.
Единственият известен работник в службата е Мафалда Хопкърк.

#### Магисъбор
Магисъборът служи като върховен съд на магьосниците. В Орденът на феникса около петдесет души присъстват на изслушването на Хари Потър, облечени в дрехи в цвят на слива, бродирани със сребърна буква „М“ от лявата страна на гърдите. По време на изслушването министърът на магията седи в средата на първия ред и провежда по-голямата част от разпита, докато Пърси Уизли (младшият секретар) действа като стенограф. Други служители, забелязани в Магисъбора, включват старши заместник-секретар на министъра и ръководителя на Отдела за прилагане на магическия закон.
Дъмбълдор в продължение на около 50 години заема позицията на главен съдя в Магисъбора. Той е отстранен в началото на романа Орденът на феникса и възстановен в края. Той остава на този пост една година, до смъртта си в края на Нечистокръвния принц.

#### Други офиси
Други офиси в Министерството на магията са Отрядът за прилагане на магическия закон, който преследва ежедневни закононарушения; Службата за злоупотреба с мъгълски артефакти, ръководена от Пъркинс, и работата, в която читателят за първи път вижда Артър Уизли; и Службата за откриване и конфискация на фалшиви защитни заклинания и защитни предмети, създадена от Руфъс Скримджър в Хари Потър и Нечистокръвния принц, в която г-н Уизли е повишен, за да бъде неин ръководител.

### Отдел за магически злополуки и катастрофи
Отдел за магически злополуки и катастрофи отговаря за отстраняването на случайни магически щети в света на Хари Потър. Намира се на третия етаж в Министерството на магията и разполага със следните офиси:
- Отряд за бързо реагиране е отряд от магьосници, чиято работа е да обърнат „случайна магия“. Тези инциденти обикновено са причинени от млади вещици и магьосници, които не са се научили да контролират способностите си. Те могат също да бъдат причинени от по-стари магьосници извън контрол или тежки, непреднамерени ефекти от магии или заклинания, като разцепване (при магипортиране).
- Щабквартирата на забравителите е наименованието на службата в Министерството на магията, която има задачата да пренастройва паметта на мъгъл, който е свидетел на инциденти, принадлежащи към света на магьосниците.

### Отдел за регулиране и контрол на магическите създания
Както е отбелязано във Фантастични животни и къде да ги намерим, Отделът за регулиране и контрол на магическите създания е разделен на три служби (за зверове/чудовища, за същества и за духове), като в състава му влизат и службата за връзка с таласъмите и службата за връзка с кентаври, въпреки че кентаврите, като изолирали се, никога не са взаимодействали с офиса от създаването му. Отбелязано е, че Хърмаяни започва кариерата си след „Хогуортс“ в този отдел, преди да се прехвърли в Отдела за магическо правоприлагане. Намира се на четвъртия етаж в Министерството на магията.

### Отдел за международно магьосническо сътрудничество
Отдел за международно магическо сътрудничество е агенция, която се опитва да привлече магьосници от различни държави да си сътрудничат в магьоснически действия както политически, така и обществени. Този отдел, намиращ се на петия етаж в Министерството на магията, включва централата на Международния орган за стандарти за магическа търговия, Международната магическа служба по право и британските седалища на Международната конфедерация на магьосниците. Бившият ръководител е Бартемиус Крауч старши, който управлява до смъртта си. Това е и мястото, където Пърси Уизли започва кариерата си в Министерството.
Този отдел е подобен по функция на реалното Министерство на външните работи и Британската общност на Обединеното кралство и различни органи на Обединените нации. Сред задълженията на отдела за международно магическо сътрудничество са:
- съдействие с магьосническите правителства на други страни
- задаване на стандарти за търговия
- създаване на разпоредби за неща като дебелината на казана
- сътрудничество с Отдела за магически игри и спорт по Тримагическия турнир
- Международна конфедерация на магьосниците

### Отдел за магьоснически транспорт
Отделът за магьоснически транспорт е отговорен за различни аспекти на транспорта при магьосниците. Намира се на шестия етаж в Министерството на магията и включва следните офиси: контрол на пудролиниите, регулаторният контрол на метлите, контрол и регулиране на летекодите и центърът за изпитания на привиденията, който дава лицензи на вещици и магьосници, за да могат да магипортират.

### Отдел за магически игри и спорт
Отделът за магически игри и спорт, смятан за най-спокойния отдел, се занимава с организиране на спортни събития като Световната купа по куидич и Тримагическия турнир. Людо Багман е началник на отдела, но проблемът му с хазарта го принуждава да избяга от кредиторите си таласъми. Отделът се намира на седмия етаж в Министерството на магията и включва централата на британската и ирландската лига по куидич и службата за патенти.

### Отдел „Мистерии“
Отдел „Мистерии“, разположен на деветия етаж в Министерството на магията, изучава определени тайни (смърт, време, пространство, мисъл и любов) и съхранява копия на пророчества, направени във вселената на Хари Потър. По време на дискриминационния режим на Волдемор, той принуждава отдела да лъже и да твърди, че мъгълородените всъщност крадат магия от чистокръвните, правейки ги „незаконни магьосници“ и позволявайки ареста им.

#### Непродумващите
Непродумващите са група магьосници, които работят в отдела (тяхната самоличност е класифицирана от съображения за сигурност). Известни герои от поредицата, които работят там, са Бродерик Боуд, Крокер и Августус Рукууд, който е смъртожаден.

## Служители
Следните герои са известни служители на Министерството на магията. Артър Уизли, Кингзли Шекълболт и Нимфадора Тонкс са включени в Ордена на Феникса. Йаксли е включен в списъка на смъртожадните.

### Людо Багман
Людовик „Людо“ Багман е пенсиониран професионален играч на куидич, преди много успешен бияч за „Уимбърн Уаспс“ и националния отбор на Англия; носът му е счупен (очевидно от заблуден блъджър) и той е доста по-дебел около ханша, отколкото в дните си на куидич. Ръководител е Отдела по магически игри и спорт. Роулинг използва мисловната памет на Дъмбълдор, за да разкрие в Хари Потър и Огненият бокал, че Багман е обвинен като смъртожаден около тринадесет години преди събитията от четвъртата книга, защото дава информация на наскоро открития смъртожаден Августус Рукууд. Твърди се, че той е вярвал, че Рукууд, който е бил приятел на баща му, е извън подозрение и че следователно е смятал, че помага на Министерството, като му предава информацията.
Багман обича хазарта, което го вкара в толкова тежки финансови проблеми, че той плаща на някои от кредиторите си (включително Фред и Джордж Уизли) с изчезващото злато на леприконите, след като залагат на Световната купа по куидич. След финала на Световното първенство някои таласъми го притискат в гората пред стадиона и вземат цялото злато, което има у себе си, което не е достатъчно, за да покрие дълговете му. За да изчисти дълговете си с тях, Багман прави залог на Тримагическия турнир, на който той е един от съдиите. Той залага, че Хари ще спечели. Опитва се да помогне на Хари по време на Турнира, като му дава перфектен резултат в първата задача, въпреки че е ранен, и му предлага съвети. Хари и Седрик Дигъри в крайна сметка се изравняват за първото място в Турнира и Багман не печели залога, тъй като таласъмите спорят, че Багман е залагал, че Хари ще спечели категорично. Багман бяга след третата задача от Турнира.
Героят на Багман е изрязан от филмовата адаптация на четвъртата книга. Някои от основните функции на Людо в историята са изпълнявани от Корнелиус Фъдж и Барти Крауч старши във филмовата адаптация. Багман се появява във видеоиграта Harry Potter: Quidditch World Cup като говорител по куидич.

### Барти Крауч старши
Бартемиус „Барти“ Крауч старши е ръководител на Отдела за прилагане на магическия закон, когато Волдемор за първи път идва на власт. Крауч е донякъде мегаломан и силно зает с представянето на вид на почтеност. Крауч е свит, затворен човек, който твърдо следва правилата. Въпреки че презира черните изкуства, далечината, до която е готов да стигне, за да се разграничи от всичко, което може да опетни репутацията му, го кара да се държи почти толкова жестоко, колкото мнозина от тъмната страна, и дава на аврорите сили да убиват, вместо да залавят предполагаемите смъртожадни, оказали съпротива при арест. Той изпраща Сириус Блек в Азкабан без съдебен процес. Крауч изглежда като фаворит за следващия министър на магията, докато синът му Барти Крауч младши е хванат със семейство Лестранж, които помагат на Волдемор да дойде на власт, да измъчват родителите на Невил с проклятието Круциатус. Крауч разпитва сина си, преди да го изпрати в Азкабан; обаче, според Сириус, процесът е измама, просто публична демонстрация на това колко много мрази момчето. Обществеността симпатизира на Крауч младши и хвърля цялата вина върху Крауч старши, обвинявайки го, че е карал сина си да се присъедини към смъртожадните поради пренебрегването му. След процеса Крауч губи голяма част от популярността си и всякакъв шанс да стане министър на магията, затова е назначен като ръководител на отдела за международно магическо сътрудничество.
Около година след процеса, неизлечимо болната съпруга на Крауч моли за спасяване на живота на сина им, така че съвестта на Крауч се пробужда. Госпожа Крауч умира като Крауч младши в Азкабан, след като е използвана многоликова отвара, докато Крауч старши впоследствие използва проклятието Империус, за да държи сина си под домашен арест. Когато Бърта Джоркинс открива истината, Крауч старши я кара да млъкне с мощна магия за памет, която трайно уврежда паметта ѝ.
Крауч старши се появява за първи път в поредицата на Световното първенство по куидич в Огненият бокал, когато присъства на Световното първенство по куидич със своето домашно духче Уинки, както и с Крауч младши, който е скрит под мантия невидимка. Поради страха на Уинки от височини, Крауч младши успява да се изплъзне и открадва магическата пръчка на Хари, за да измагьоса тъмния знак. Когато Уинки впоследствие е хваната от Амос Дигъри с пръчката на Хари, Крауч старши се ядосва на домашното духче, защото не е успяла да държи сина му под контрол, тъй като нейна е била идеята да остави Крауч младши да присъства.
Малко след това Волдемор и Питър Петигрю се появяват в дома на семейство Крауч, след като са разбрали за Крауч младши, докато разпитват Джоркинс. Волдемор поставя Крауч старши под проклятието Империус, освобождавайки Крауч младши от същото проклятие, наложено върху него от баща му, и принуждава Крауч да продължи да се появява публично, сякаш нищо не се е случило. Докато все още е под проклятието Империус, Крауч старши действа като един от петимата съдии на Тримагическия турнир. Въпреки това, притеснен, че Крауч ще се пребори с ефектите на проклятието Империус, Волдемор по-късно го затваря в собствената му къща и го кара да комуникира изключително чрез контролирана поща на сова. Въпреки тази предпазна мярка, Крауч успява да се освободи от проклятието Империус и се отправя към „Хогуортс“, надявайки се да предупреди Дъмбълдор за случващото се, срещайки Хари и Виктор Крум в Забранената гора. Въпреки това, докато Хари е на път да извика Дъмбълдор, той неволно предупреждава Крауч младши, който използва многоликова отвара, представяйки се за Лудоокия Муди, в присъствието на баща си. Крауч младши веднага отива в гората, зашеметява Крум, убива собствения си баща, трансформира тялото в кост и го погребва на територията на „Хогуортс“.
Роджър Лойд-Пак изпълнява рояата на Крауч старши във филмовата адаптация Хари Потър и Огненият бокал. Неговото апатично осъждане на сина му, молещ за милост, се променя с това, че синът му открито се представя като смъртожаден поради обвиненията на Каркаров, като Крауч е с разбито сърце и го праща в затвора. Неговото оскърбително попечителство и контрол върху ума на Крауч младши са напълно пропуснати, както и уволнението на Уинки, тъй като тя не е включена във филмите. Освен това тялото му е намерено от Хари в гората близо до територията на „Хогуортс“, вместо да бъде погребан от Крауч младши.

### Джон Долиш
Джон Долиш е аврор. Той е много способен и самоуверен и е описван като „здрав магьосник“ с „много къса“ сива коса. Той напуска „Хогуортс“ с отличие от изпитите Т.Р.И.Т.О.Н. Въпреки това, в книгите се шегува, че при всяка негова поява или споменаване, той в крайна сметка бива измамен, обикновено поради комбинация от далеч по-добри противници и чист лош късмет.
В Хари Потър и Орденът на феникса Долиш придружава Фъдж до „Хогуортс“, за да се изправи срещу Хари относно тайните срещи на Армията на Дъмбълдор. Долиш е нокаутиран заедно с Фъдж, Ъмбридж и Кингзли, когато Дъмбълдор, който поема цялата вина за армията върху себе си, избягва. Няколко седмици по-късно Долиш е сред магьосниците, които се опитват да арестуват Рубиъс Хагрид, когато Ъмбридж уволнява пазачът на дивеча. Още по-късно Долиш пристига в Министерството на магията с Фъдж, след като битката в Отдел „Мистерии“ приключва. Тогава Фъдж го изпраща да се погрижи за заловените смъртожадни. Долиш се появява отново в Нечистокръвния принц, охраняващ „Хогуортс“ след началото на Втората война. Той е изпратен да последва Дъмбълдор, когато директорът напуска училище, за да търси хоркруксите на Волдемор, но е зашеметен от директора. Той е подведен от член на Ордена в началото на Хари Потър и Даровете на Смъртта и дава на смъртожадния Корбан Яксли фалшива информация за извеждането на Хари от дома на Дърсли. Тъй като е объркан, той е победен от Дърк Кресуел, който успява да избяга по средата на пътя към Азкабан. По-късно Долиш е изпратен да арестува Августа Лонгботъм. След борба нейната защита настанява Долиш в болницата „Свети Мънго“.
Долиш е изигран от Ричард Лийф във филмовата адаптация Хари Потър и Орденът на феникса.

### Корнелиус Фъдж
Корнелиус Освалд Фъдж се споменава за първи път в Хари Потър и Философският камък като министър на магията на Обединеното кралство. Той се появява за първи път в Хари Потър и Стаята на тайните, когато пристига в училището, за да отведе Хагрид в Азкабан, въпреки че не вярва твърдо, че Хагрид е виновен. Той също така премахва Дъмбълдор като директор, когато е подложен на натиск от Луциус Малфой, който настоява, че всички училищни настоятели са гласували за това. В Хари Потър и Затворникът от Азкабан Фъдж среща Хари за първи път. Фъдж не повдига обвинения срещу Хари за случайно надуване на леля Мардж и го съветва да внимава, защото избягал затворник е на свобода. Когато Фъдж отива за питие в кръчмата „Трите метли“, той по невнимание казва на невидимия Хари, че Сириус е бил най-добрият приятел на Джеймс Потър и се смята, че е предал семейство Потър на Волдемор. Фъдж позволява почти екзекуцията на Бъкбийк да се случи, отново уплашен от Луциус Малфой. В тази книга се разкрива, че преди да стане министър на магията, той е работил в Отдела за магьоснически злополуки и катастрофи.
Любезното му отношение към Хари рязко се променя в Огненият бокал. Когато Хари излиза от третата задача на Тримагическия турнир, след като вижда възраждането на Волдемор, Фъдж отказва да повярва. Той се тревожи за последиците от обявяването на завръщането на Волдемор, отбелязващо края на годините на мир в магьосническия свят и внезапното избухване на мрак и ужас; следователно той решава просто да игнорира всички доказателства, вместо да приеме истината. Джоан Роулинг заявява, че поведението на Фъдж отразява това на Невил Чембърлейн в навечерието на Втората световна война.
В Орденът на феникса Фъдж организира яростна клеветническа кампания чрез „Пророчески вести“, за да представи Дъмбълдор като стар глупак (въпреки че той непрекъснато е искал съвети от Дъмбълдор в ранните си дни като министър на магията), а Хари като нестабилен, търсещ внимание лъжец. Той също така приема закон, който му позволява да постави Долорес Ъмбридж, негов старши заместник-секретар, като учител в „Хогуортс“. След това той назначава Ъмбридж за върховен инквизитор в училището, с правомощието да проверява и уволнява учители, и в крайна сметка наследник на Дъмбълдор като директор, което ѝ дава първичен контрол върху начина, по който се управлява „Хогуортс“. Фъдж е загрижен, че Дъмбълдор е заплаха за властта му и че планира да обучи учениците на „Хогуортс“ да свалят Министерството.
След като Волдемор се появява в Министерството на магията в битката в отдел „Мистерии“, Фъдж най-накрая признава, че Волдемор се е върнал. Той е изгонен от магьосническата общност, защото не успява да обяви завръщането на Волдемор веднага след Турнира; за дискредитирането на Хари Потър и Албус Дъмбълдор; и за назначаването на Долорес Ъмбридж като директорка на Хогуортс. Той е заменен от Руфъс Скримджър, въпреки че остава като безсилен съветник и пратеник при министър-председателя в Нечистокръвния принц.
Преди да бъде уволнен, той търси подкрепата на Хари, за да създаде у магьосническата общност впечатлението, че Министерството печели войната, но Дъмбълдор и Хари категорично отказват. Фъдж е последно споменат в поредицата като един от присъстващите на погребението на Дъмбълдор. Съдбата му по време на поемането на Министерството от Волдемор през следващата година е неизвестна.
Фъдж е изобразен от Робърт Харди във филмовите адаптации.

### Бърта Джоркинс
Бърта Джоркинс е учила в „Хогуортс“ по същото време като Джеймс Потър и компания. Тя е любопитна за клюки, но също така и много разсеяна. Тя става служител в Министерството на магията, след като напуска „Хогуортс“. През лятото преди събитията от Хари Потър и Огненият бокал, тя е убита от Волдемор. Роулинг по-късно разкрива, че смъртта ѝ е използвана, за да превърне Наджини, змията на Волдемор, в хоркрукс. Няколко месеца преди убийството ѝ тя случайно открива, че Барти Крауч младши, за когото се предполага, че е починал в Азкабан, е все още жив и е скрит от баща си. Барти Крауч старшия я кара да замълчи с мощна магия за памет, което я прави малко объркана. Волдемор я уврежда непоправимо психически и физически, докато разбива магията на паметта ѝ, чрез която получава информация за Тримагическия турнир и Крауч младши. По време на дуела между Хари и Волдемор в гробището в Литъл Хангълтън, Бърта е една от сенките, които се разпръскват от пръчката на Волдемор и помага на Хари да избяга. Тя изглежда по-мъдра след смъртта си и подкрепя Хари по време на Огненият бокал, за да може той да победи Волдемор, нейния убиец.

### Руфъс Скримджър
Руфъс Скримджър служи като министър на магията на Обединеното кралство от Хари Потър и Нечистокръвния принц до смъртта си в следващата книга, наследявайки Корнелиус Фъдж. Описван е като възрастен с кафява коса, приличаща на лъвска грива, и пухкави вежди, жълти очи и очила с телени рамки. Преди да бъде избран за министър, Скримджър оглавява офиса на аврорите в Министерството и е силно белязан от битки от годините си на служба като аврор, което му придава вид на проницателна издръжливост. Като министър, той посещава мъгълския министър-председател с Фъдж, който вече е съветник, за да го информира за последните магьоснически събития, решаващи за вътрешната сигурност.
Скримджър, колкото и твърд да изглеждаше, не е по-добър от Фъдж. Той (и останалите от Министерството) са по-загрижени за репутацията на Министерството, отколкото да виждат опасността от смъртожадните и Волдемор. Той се опитва да накара да изглежда, че Министерството напредва, като прикрива бягствата от Азкабан и арестува случайни заподозрени като Стан Шънпайк. Той също се опитва да повиши морала на магьосническата популация, като моли Хари, който е етикетиран като „Избрания“, да бъде видян да посещава Министерството, така че обществеността да повярва, че Хари подкрепя действията на Министерството срещу Волдемор. Това става източник на раздор между министъра и Дъмбълдор, който не подкрепя тази идея. Хари също отхвърля тази роля, главно поради собствената си горчива история с Министерството и поради отношението на Министерството към Дъмбълдор и невинни като Стан Шънпайк.
Скримджър се появява за кратко, изглеждайки уморен и мрачен поради натиска на позицията си, в Хари Потър и Даровете на Смъртта в „Хралупата“, очевидно като изпълнител на завещанието на Дъмбълдор. Незабавно избухва последен спор с Хари относно завещанията на Дъмбълдор, който отново отказва да му сътрудничи.
Скримджър е убит малко след посещението си, когато смъртожадните превземат Министерството. Говори се, че е измъчван за местонахождението на Хари от служители на Министерството под контрола на проклятието Империус, преди да бъде убит. Хари почувства „прилив на благодарност“, когато чува, че Скримджър се е опитал да го защити, като е отказал да разкрие местоположението му. Тъй като Министерството е в ръцете на смъртожадните, официалната линия за смъртта на Скримджър е, че той е подал оставка.
Бил Наи изигрва Скримджър във филмовата адаптация Хари Потър и Даровете на Смъртта: Част 1, в която той е представен като по-състрадателен герой.

### Пий Тикнес
Пий Тикнес е представен за първи път в Хари Потър и Даровете на Смъртта. Той е ръководител на Отдела за прилагане на магическия закон в началото на книгата, когато е поставен под проклятието Империус от Корбан Яксли, който използва позицията си, за да проникне във висшите чинове на Министерството. Тикнес е описан като мъж с дълга коса и брада, които са предимно черни, но с малко сиви нюанси, заедно с голямо надвиснало чело и блестящи очи. Незабавното впечатление на Хари е за „рак, който гледа изпод скала“.
След преврата, при който Скримджър е убит, Министерството става под де факто контрола на Волдемор, който назначава Тикнес за свой марионетен министър. Тикнес се присъединява към редиците на смъртожадните до края на книгата и се бие с тях в битката за Хогуортс, където се дуелира срещу Пърси Уизли, който се оттегля по средата на дуела. След края на битката проклятието Империус, което е поставено върху него, се разваля. Кингзли Шакълболт го замества като временен (и по-късно постоянен) министър на магията. Не се знае много за „истинската“ природа на Тикнес, тъй като той е бил под контрола на Яксли почти през цялата книга.
Гай Хенри играе Тикнес в Хари Потър и Даровете на Смъртта: Част 1 и Част 2, в които той е изобразен като смъртожаден още преди смъртта на Скримджър. В Част 2 Тикнес е убит от Волдемор.

### Долорес Ъмбридж
Долорес Джейн Ъмбридж е учител по защита срещу Черните изкуства по време на петата година на Хари Потър, старши заместник-секретар на министъра на магията и главният антагонист в Хари Потър и Орденът на феникса. Тя е ниска жена, описана като наподобяваща голяма жаба, с „къса, къдрава, мишокафява коса“. Тя говори с тих, детски, висок глас и обича котенца, шоколадови торти, бисквити и чай. Има склонност да говори с хора, които смята за по-низши, с много снизходителен тон, сякаш са глупаци или много малки деца. Освен Волдемор, тя е единственият друг герой в поредицата, оставил траен белег върху тялото на Хари.
Имелда Стонтън изиграва ролята на Долорес Ъмбридж във филмовите адаптации.

### Пърси Уизли
Пърси Игнациус Уизли е третият син на Артър и Моли Уизли. За разлика от братята си, той е привърженик на правилата и често е помпозен поради любовта си към властта, въпреки че има добри намерения в сърцето си. Когато читателите се срещат за първи път с Пърси в Хари Потър и Философският камък, той е префект на „Грифиндор“, а в Хари Потър и Затворникът от Азкабан той става отличник, за голяма радост на майка си. И при двете обстоятелства той се привързва физически към значката си, иска да я излъска и да я носи дори когато е извън училище. В Хари Потър и Стаята на тайните Пърси тайно има приятелка – префектът на „Рейвънклоу“ Пенелопи Клиъруотър. Ученик с високи резултати, Пърси получава дванадесет С.О.В.А. и дванадесет Т.Р.И.Т.О.Н. Когато завършва училище, започва работа в Министерството. Негов пряк ръководител е Барти Крауч старши; Пърси донякъде издига в идол господин Крауч, който изглежда никога не си спомня името на Пърси, наричайки го „Уедърби“. Когато Крауч е болен, Пърси го замества като съдя във втората задача от Тримагическия турнир. Той се отказа от времето на семейството си за по-добра позиция като помощник на министъра на магията.
В Хари Потър и Орденът на феникса Пърси е повишен в младши помощник на министър Фъдж. Тъй като това е необичайно високопоставен пост за човек на възрастта на Пърси, Артър подозира, че повишението на Пърси не е заслужено, а вместо това му е дадено, за да позволи на Министерството да манипулира по-добре Уизли. Възмутен и наранен от предложението, Пърси яростно спори с баща си, което води до последващото отчуждение на Пърси от семейството си. Въпреки че Хари отбелязва, че винаги е харесвал Пърси „най-малко от братята на Рон“, той е шокиран да чуе това. Когато Пърси научава, че Рон е назначен за префект, му изпраща писмо, в което го поздравява, че е следвал стъпките му и неуспешно призовава Рон да скъса връзките си с Хари (твърдейки, че Хари е изключителна опасност за статуса на префект на Рон), и да засвидетелства лоялност към Ъмбридж и Министерството – стигайки толкова далеч, че я нарича „възхитителна жена“, за голямо отвращение на Хари и Рон. По-късно Пърси се появява в Хари Потър и Нечистокръвния принц, където той очевидно е видял грешката си и прави неудобно посещение на семейството си с новия министър Руфъс Скримджър по време на коледните празници, въпреки че по-късно се разкрива, че това е било проектирано от Скримджър, за да говори насаме с Хари. По-късно той присъства на погребението на Дъмбълдор със служители на министерството, включително Долорес Ъмбридж.
В кулминацията на Хари Потър и Даровете на Смъртта Пърси се завръща при семейството си и успява да се примири с всички тях и в крайна сметка се бие с новия министър на магията и марионетката на Волдемор Пий Тикнес в битката за Хогуортс. Докато се дуелира с Тикнес, Пърси обявява, че подава оставка, първата шега, която прави от много години, за голяма радост на Фред. Докато се дуелира с Пърси, той става свидетел на смъртта на брат си, Фред Уизли, от ръцете на Августус Рукууд, а Пърси се вкопчва в трупа и го предпазва от по-нататъшни щети. В последната част от битката той и баща му са заедно, за да победят Тикнес. Последната му поява е в епилога на книгата, на гара „Кингс Крос“, говорейки на висок глас за правилата при метлите.
Пърси е изобразен от Крис Ранкин във филмовите адаптации.